# Phaeocystis pouchetii
Phaeocystis pouchetii is een algensoort uit de familie Phaeocystaceae. Dit fytoplankton komt zowel individueel als in koloniën voor en kan zich lokaal invasief tonen. Phaeocystis pouchetii is bekend door haar spectaculaire algenbloei in het voorjaar aan het zeeoppervlak en in door het getij ontstaan zeeschuim, dat soms in een dikke laag op stranden aanspoelt.

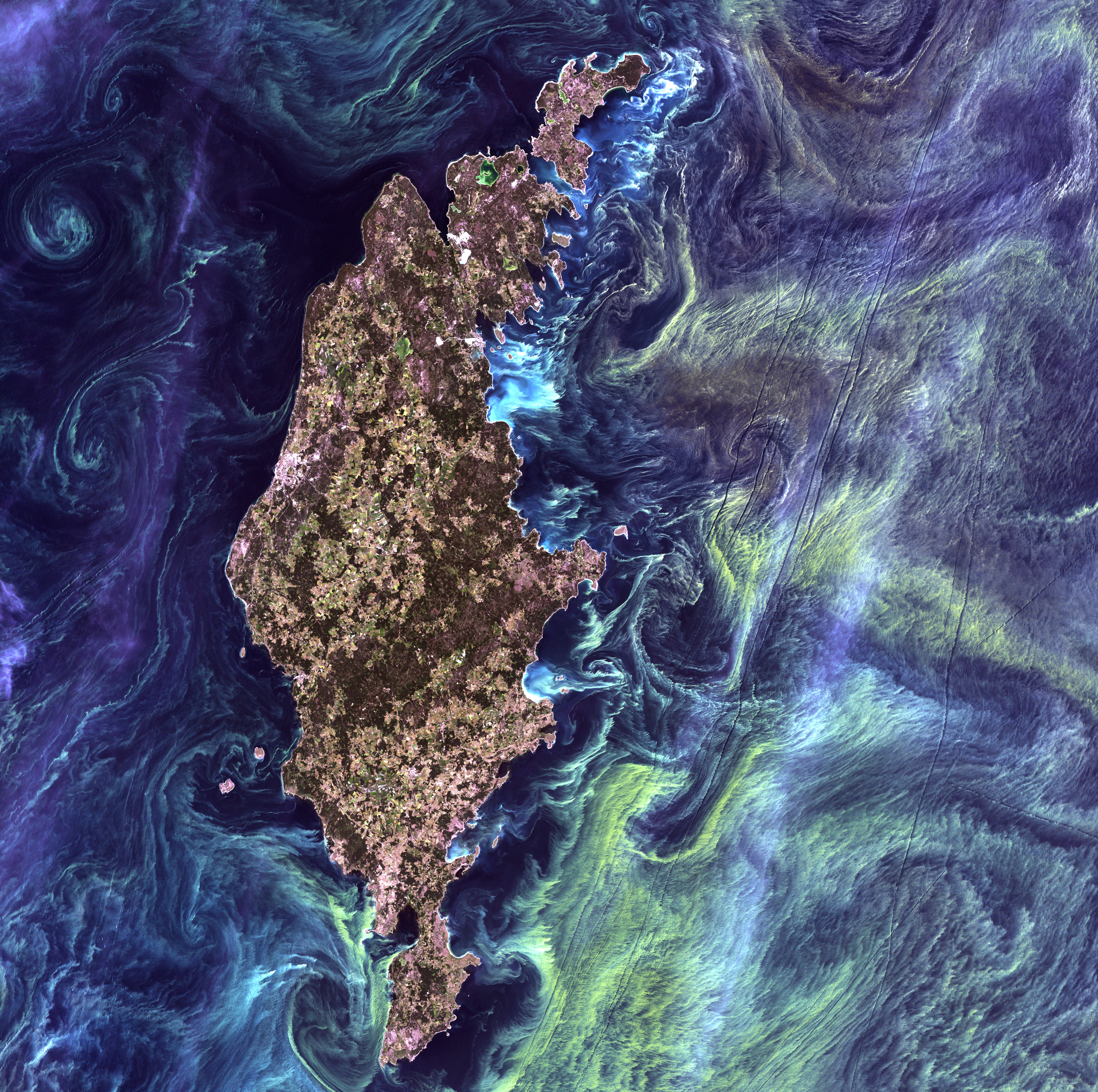
Satellietbeeld van algenbloei van fytoplankton rondom het Zweedse eiland Gotland (Oostzee, 2005). De hoge concentraties nitraat, aanwezig in de nabijgelegen munitiestort van direct na de Eerste Wereldoorlog, blijken hier niet de oorzaak van te zijn (zoals eerder werd verondersteld).

## Kenmerken
Deze eencellige heeft een individuele cellengte van 3 tot 8 μm. Solitair kent zij twee verschijningsvormen, mobiel dankzij twee flagellen of zonder flagel, dan wordt ze meegevoerd door de stroming. In koloniën zijn ze flagelloos en omgeven door een gelatineuze mucuslaag bestaande uit polysachariden. Een kolonie kan een doorsnede krijgen van enkele millimeters.

Schematische weergave van de cel van haptophyta.
Legenda: 1-haptonema, 2-flagel, 3-mitochondrium, 4-Golgicomplex, 5-celkern, 6-‘schubben’, 7-chrysolaminarine vacuole, 8-plastide, 9-ribosomen, 10-stigma (lichtgevoelig organel), 11-endoplasmatisch reticulum, 12-chloroplast, 13-pyrenoïde, 14-thylakoïden.

De meeste Phaeocystis pouchetii cellen hebben flagelachtige structuren, die zowel functioneren bij de voortbeweging als een rol spelen in de mitose en bij de vorming van het cytoskelet. Dit organisme heeft ook een functionele of rudimentaire haptonema. Aan weerskanten van de cel bevindt zich een chloroplast met bruin pigment.

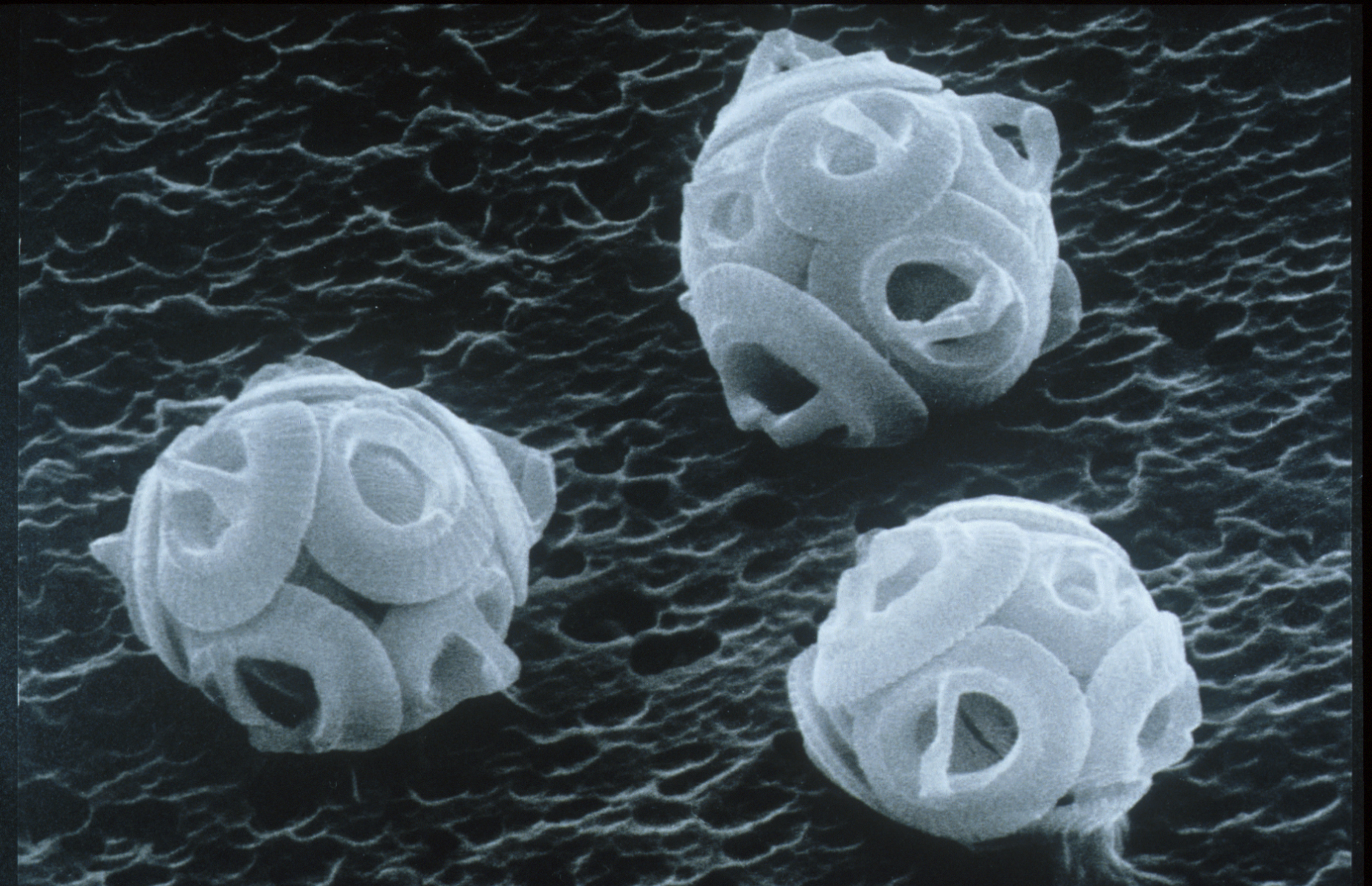
Coccolithoforen (SEM)

De levenscyclus van Phaeocystis pouchetii is polymorf en complex. Deze kenmerkt zich door alternerende diploïde en haploïde fasen. De wisseling van haploïd naar diploïd vindt plaats door syngamie en die van diploïd naar haploïd verloopt via meiose. In tegenstelling tot de meeste organismen met alternerende levencycli, is ongeslachtelijke voortplanting (vegetatieve vermeerdering) via mitose in beide (levens)fasen mogelijk. Zowel abiotische als biotische factoren kunnen de frequentie waarmee elk van deze fasen voorkomt beïnvloeden.
De soort komt voornamelijk voor langs de kusten rond de Noordzee - tot in de Noordelijke IJszee - en is ook waargenomen in de noordelijke regionen van de Atlantische Oceaan en in de Stille Oceaan.

## Voorjaarsbloei
De algenbloei van Phaeocystis pouchetii in het voorjaar heeft een invasief karakter en brengt soms significante veranderingen aan in het functioneren van voedselwebben, zowel ‘planktonisch’ als benthisch. De gevolgen voor de biogeochemische kringloop dragen ver. In ecologisch en economisch opzicht levert dit regelmatig problemen op. Zo kan de ‘bloesem’ tot eutrofiëring leiden. Veldhuis et al (1986) constateerden medio jaren-’80 al hoge producties van koolwaterstoffen door de grote hoeveelheid cellen in de ‘bloesem’ van deze soort langs de Nederlandse Noordzeestranden, vooral in de buurt van de monding van de Rijn waar hoge concentraties stikstof en fosfaat werden gemeten. En tussen 2002 en 2006 verrichtten de Franse universiteit ULCO en het Franse maritiem onderzoeksinstituut IFREMER uit Brest in het kader van het Programme National d’Environnement Côtier een onderzoek naar de Phaeocystis-bloei en de gevolgen ervan voor het ecosysteem in de regio Oostelijk Kanaal-Zuidelijke Noordzee.

## Bijdragen aan kringlopen
Het geslacht Phaeocystis speelt mondiaal een belangrijke rol in de koolstof- en zwavelkringloop en in biochemische cycli waarin effectief grote hoeveelheden CO2 worden gebonden en O2 geproduceerd. Daarnaast is het een hoofdproducent van 3-dimethylsulfoniopropionaat (DMSP), de precursor van dimethylsulfide (DMS). In de biogenese geeft DMS jaarlijks ongeveer 1.5×1013 g zwavel af aan de atmosfeer en kan daarmee wolkenvorming beïnvloeden en zo potentieel een bijdrage leveren aan klimaatregulering. De levenscyclus van dit algengeslacht wordt echter nog onvoldoende begrepen.